# Sonata per pianoforte n. 2 (Beethoven)
La Sonata per pianoforte n. 2, Op. 2 n. 2 fu composta da Ludwig van Beethoven nei primi anni di permanenza a Vienna, nello stesso periodo in cui nacquero le altre due sonate dell'op. 2.

## Struttura
La sonata si presenta in 4 movimenti. L'iniziale Allegro vivace non manca di virtuosismo ed è di più ampie proporzioni rispetto al primo movimento della sonata n. 1.

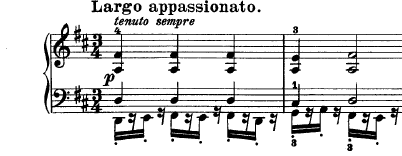
Secondo movimento: Largo appassionato

Segue il Largo appassionato, il primo dei grandi adagi che caratterizzano le composizioni giovanili di Beethoven. Lo stile del maestro vi è impresso chiaramente, per tutta la durata del pezzo si respira il clima tipico del periodo romantico, tanto da essere preso come modello da un altro romantico per eccellenza: Franz Schubert.

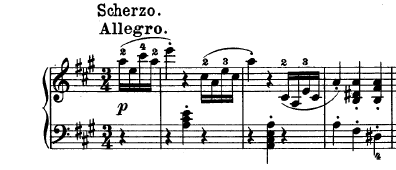
Lo Scherzo

Le novità apportate da Beethoven non terminano qui; al posto del consueto minuetto (ereditato dal periodo settecentesco) pone uno Scherzo dal tono brillante, contenente a sua volta una parte centrale (il cosiddetto Trio) in la minore. La struttura, tuttavia, ricalca quella del minuetto presente nella sonata n. 1.

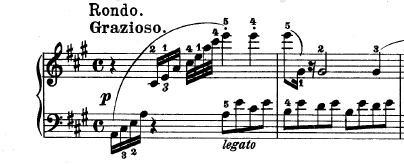
Il Rondò conclusivo

Il quarto ed ultimo movimento è un Rondò che, nonostante l'indicazione di movimento Grazioso, è una pagina musicale vivace, in cui non manca un episodio dal carattere agitato. La struttura del brano può essere schematizzata come segue: A1–B1–A2–C–A3–B2–A4–coda conclusiva.

### Analisi del Primo movimento
La struttura formale di questo primo movimento è quella classica della forma-sonata: esposizione del primo tema e del secondo tema, sviluppo, e ripresa dei due temi. Il tempo indicato è Allegro vivace in due quarti. La tonalità d'impianto è la maggiore.

#### Esposizione del primo tema
Il tema è composto da due brevi incisi quasi uguali e uno conclusivo. Dei due incisi iniziali, il primo è esposto nella tonalità d'impianto (la maggiore) modula alla dominante (mi) e chiude tornando alla tonica; il secondo parte sempre dalla tonica, ma modula al fa# (relativa minore) e chiude sulla nota si per mantenere la simmetria con la prima parte: intervallo mi – la (6 corde) nella prima parte, intervallo fa# - si (sempre 6 corde) nella seconda parte. Il terzo inciso è fondamentalmente una discesa per terze, fino a concludere sulla dominante (mi) [bb. 0-8].
Siamo in presenza di un tipico tema beethoveniano: breve ed incisivo, ma nello stesso tempo percorso da una ferrea logica.

La seguente codetta del tema cambia ambientazione sonora: se il tema era fondamentalmente monofonico, questa è polifonica a tre voci. Dal punto di vista armonico si chiude sulla dominante (mi) [bb. 8-20].
A questo punto Beethoven riprende il tema principale (solamente il primo inciso), seguito subito dopo da una seconda codetta praticamente uguale alla prima, ma suonata due ottave più in basso e terminante alla settima di dominante (mi maggiore settima) [bb.22-31]. Segue un classico ponte modulante che non è altro che una preparazione all'entrata del secondo tema. Esso è in tonalità dominante e modo minore (mi minore), quindi si deve modulare alla dominante della dominante (in questo caso la nota si). In effetti Beethoven nelle battute conclusive di questo ponte modulante insiste sulla nota si accentuando ancor più l'interesse con un rallentando [bb.32-53]:
Un lungo accordo tenuto per quattro battute [bb. 54-57] che da un re# maggiore settima diminuita (note dell'accordo: re# - fa# - la# - do) si trasforma in si maggiore, finalmente prepara l'entrata del secondo tema alla dominante minore (mi minore). Se l'utilizzo della dominante di dominante è prassi ortodossa, non altrettanto è il cambio di modo in minore.

#### Esposizione del secondo tema
Questo secondo tema ha una linea melodica che si differenzia nettamente dal primo tema, anche se la mano sinistra insiste su un elemento ritmico che in definitiva la germina [bb. 58-62]:
La frase del tema viene esposta per tre volte alla battuta 58, alla battuta 62 e alla battuta 66, ed ogni volta si sale di una terza minore: mi – sol naturale – si♭. Non solo, anche la codetta successiva presenta una figurazione (un gruppetto superiore) ripetuto per tre volte sul la, sul si (naturale, questa volta) e do#; il basso quindi si trova a ricoprire in queste diciotto battute un intervallo di nona: dal mi iniziale al fa# finale. Il tutto produce un crescendo incalzante, con un'attesa risolta quasi improvvisamente sul primo tema leggermente variato, che si chiude subito su tre esili accordi di fa# minore con quinta diminuita[bb. 79-82]:
Segue quindi una lunga coda di 35 battute (coda dell'esposizione) terminate sulla dominante (mi maggiore) e con un episodio cantabile nel finale, preceduto da alcune scalette di terzine di biscrome simili al ponte modulante tra il primo e secondo tema.

#### Sviluppo
Il segno di ritornello fa ripetere tutto il materiale fin qui presentato. Nella seconda chiusura del ritornello dopo una pausa di una battuta si ha un'improvvisa modulazione alla dominante minore (mi minore) [bb. 118-125]:
Questa modulazione prepara il nuovo ambiente armonico: do maggiore. Ed è il tema principale che appare subito in questa tonalità [bb. 126-133] ed introduce decisamente lo sviluppo. Notevole qui è la maestria di Beethoven, dove sulla scansione ritmica della seconda idea la parte melodica insiste sui vari incisi del primo tema [bb. 134-161]; questa sezione è in la♭ maggiore e termina in fa minore.
Alcuni accordi modulano alla sottodominante fa maggiore (rispetto alla tonalità dello sviluppo do maggiore) [bb. 162-164] ed introducono le frasi a tre voci della codetta del primo tema (battute 8 – 20). Questa fase polifonica ispira a Beethoven una lunga imitazione sempre a tre voci (triplo stretto), fino a giungere alla coda dello sviluppo. Prima però appare brevemente l'inciso iniziale della seconda idea [bb. 206-214]:
Nella coda dello Sviluppo si ritorna alla dominante (mi), per poi modulare tramite un mi maggiore settima [b. 227] al la maggiore della ripresa.

#### Ripresa
Viene riesposto il tema principale con la codetta ed il ponte modulante, che però ci porta al ritardando in ambiente mi maggiore (dominante) [bb. 272-278], e non alla nota si come nell'esposizione. Il secondo tema (come vuole la norma della forma-sonata) dovrebbe essere riesposto nella tonalità principale. Nell'esposizione era nel modo minore (mi minore), quindi qui Beethoven, per mantenerne il carattere, lo presenta nella tonalità di la minore [bb.282-300].
In modo simmetrico (rispetto all'armonia dell'esposizione) procede la codetta del secondo tema per giungere così alla coda finale [bb. 308-fine]. Questa è ricopiata esattamente dalla coda dell'esposizione, ma trasposta alla tonica (la), nell'esposizione era in mi (dominante). Le ultime battute di questo primo movimento si chiudono con insistenza sulla tonica.

### Analisi del Secondo movimento
Il secondo movimento Largo appassionato ha una struttura da lied tripartita con una lunga coda, ma potrebbe essere quasi un rondò per la presenza insistente del tema iniziale. La tonalità di base è re maggiore ed il tempo è un tre-quarti.

#### Prima parte
Il tema, più un inno che una melodia per pianoforte, si presenta molto sostenuto ed è accompagnato da un basso (biscrome puntate alternate a pause di un sedicesimo) che sembra uno pizzicato [bb. 1-4]:
Segue una codetta riportando subito la tonica (re maggiore) fin dalle prime note. Un episodio rilevante è caratterizzato da tre trilli sulla sottodominante aumentata (sol#), che per un momento ci porta nella tonalità della dominante (la maggiore). Infatti la nota sol# è la “sensibile” nella tonalità di la maggiore, e Beethoven in tutti e tre i casi risolve il trillo sulla nota la [bb. 9-11]:
Chiude questa prima parte il ritorno del tema alla tonica (re maggiore) seguito da due battute di chiusura [bb. 13-19].

#### Seconda parte
Alla battuta 19 si percepisce subito un nuovo ritmo: siamo nella sezione centrale dove l'andamento innodico si fa da parte ed emerge una scrittura ”più parlata”[bb. 19-31]:

#### Terza parte
Alla battuta 32 riprende il tema appassionato alla tonica (re maggiore), senza grandi modifiche rispetto alla prima esposizione.

#### Coda finale
Alla battuta 50 inizia la lunga coda di questo Largo. Come nella seconda parte, anche qui l'espressione si fa ”più parlata”: è quasi un nuovo tema di quattro misure che viene ripetuto con ornamentazioni varie. La sorpresa si ha alla battuta 58, nella quale esplode il tema principale con la massima sonorità possibile con raddoppi d'ottava e in minore (re minore) [bb. 58-64]:
Dopo questa fase drammatica ed alcune battute di transizione, il tema ritorna nuovamente (alla battuta 68) nel modo maggiore, più sommesso, ma soprattutto più addolcito da un delicato ostinato al contralto.
Alcune nuove figurazioni chiudono il movimento in re maggiore (tonica).

### Analisi del Terzo movimento
Il terzo movimento è denominato Scherzo; non si tratta quindi più di un classico minuetto, anche se la struttura in fondo è la stessa. In esso si sente già vibrare uno stato d'animo diverso, che più tardi sarà caratteristico di questa forma beethoveniana. La struttura è la seguente: esposizione del tema (con ritornello), sviluppo del tema (con ritornello), esposizione del trio (con ritornello), sviluppo del trio (con ritornello) e ripresa senza ritornelli dello scherzo. Il tempo indicato è Allegretto, un tre quarti in tonalità la maggiore.

#### Scherzo
Il tema dello scherzo è formato da due semi-frasi (in tutto una classica frase quadrata ad otto battute): la prima è esposta alla tonica (la maggiore), per modulare nel finale alla dominante (mi maggiore); la seconda è esposta alla dominante (mi maggiore) per concludere alla tonica (la maggiore). In realtà gli accordi di base della seconda parte sono alla settima di dominante, si introduce così anche in un organismo semplice e lineare come questo tema una certa tensione armonica [bb. 1-9]:
Lo sviluppo è diviso in due parti: nella prima viene esposto ulteriormente il tema, ma a parti invertite (gli accordi alla voce superiore, le quartine di biscrome a quella inferiore); nella seconda parte subentra un nuovo elemento più melodico e disteso, che conduce ad una codetta e quindi alla ripresa del tema dello scherzo. Da un punto di vista armonico lo sviluppo inizia alla dominante (mi maggiore), mentre l'elemento più melodico è presentato in sol# minore. La breve codetta (che melodicamente insiste sulle prime tre note dell'elemento melodico) modula dal sol# minore al mi maggiore settima passando attraverso alcuni “scivolamenti” di mezzo tono. La ripresa del tema dello scherzo segue lo stesso “giro armonico” dell'esposizione [bb.10-46]:
La variante del tema dello scherzo (quella con l'inversione delle parti) serve da coda, che termina con una cadenza settima di dominante - tonica (mi magg. settima - la maggiore) in preparazione all'entrata del tema del Trio.

#### Trio
Il tema del Trio è in modo minore (la minore). Questo consiste in una semplice linea melodia di semiminime in discesa, più volte ripresa e sovrapposta a sé stessa. Questo tema alla fine modula alla dominante (mi minore) tramite una “cadenza sospesa” [bb. 47-56]:
Lo sviluppo non fa che ripetere più volte la linea discendente del tema del Trio riportando alla fine l'ambiente armonico alla dominante minore (la minore). A conclusione del movimento si ripete senza ritornelli tutto lo scherzo iniziale.

### Analisi del Quarto movimento
L'ultimo tempo di questa sonata è scritto nella forma del Rondò. Fondamentalmente si divide in cinque parti: tre esposizioni del tema intervallate da due episodi alternati. In partitura è indicato Grazioso.

#### Prima esposizione del rondò
Questa prima esposizione del tema può essere divisa in quattro parti. (1) la prima frase viene presentata nella tonica (la maggiore) ed è caratterizzata da un lungo arpeggio sulla tonica; nella seconda battuta è presente un salto discendente di tredicesima che “picchia” sulla sensibile (sol#), subito risolto sulla tonica (la), ma che con una scaletta di quattro semiminime porta l'armonia nella dominante (mi maggiore settima) [bb. 1-4]:
(2) la seconda frase [bb. 6-8] inizia alla tonica similmente alla prima, differisce però nel salto discendente che ora è di 14ª e termina sulla sopradominante (fa#) e nella conclusione della frase che comunque modula sempre alla dominante (mi maggiore). La terza parte (3) frase intermedia [bb. 9-12] è alla dominante, mentre la quarta parte (4) frase finale [bb. 13-16] riprende l'inciso iniziale del tema alla tonica (la maggiore) e chiude nella stessa tonalità.

Alla battuta 17 inizia un ponte di passaggio per un'idea secondaria, che viene esposta nella dominante (mi maggiore), caratterizzata da un mordente sulla quinta nota del tema e la chiusura delle varie frasi del tema sulla dominante della dominante (rispetto alla tonalità d'impianto del rondò) [bb. 26-33]:
Un altro ponte di passaggio collega questa seconda idea con la riesposizione del tema del rondò [bb. 32-40], che è abbastanza simile alla prima esposizione, a parte qualche arricchimento della linea melodica (battuta 43) [bb. 41-56].

#### Primo inciso del rondò
Improvvisamente alla battuta 57 nel modo minore (la minore) appare una nuova idea molto interessante per il contrasto che crea e piena di passionalità giovanile. Il tema (una serie di martellanti accordi) viene prima presentato nel registro grave per poi passare a quello acuto, mentre l'altra mano fa scorrere tutta una serie di terzine cromatiche di crome in ”staccato secco” [bb. 57-66]:
La prima esposizione di questa idea si conclude in do maggiore (relativa maggiore di la minore). La seconda ripetizione (c'è un ritornello) si aggancia ad una lunga coda in do maggiore, libero sviluppo di questa'idea, che anche prepara la seconda esposizione del rondò [bb. 67-100].

#### Seconda esposizione del rondò
Il cambiamento più rimarchevole in questa seconda esposizione del rondò si ha nell'arpeggio iniziale, che ora si è trasformato in quattro tempi (nella prima esposizione i tempi erano due), che percorre da un capo all'altro la tastiera dei pianoforte dell'epoca di Beethoven [bb. 101-116]:
Si riprende il ponte di passaggio alla seconda idea [bb. 117-124] e la seconda idea stessa, che ora appare con delle figurazione diverse [bb. 125-130]:
Alla fine di questo periodo ritorna anche il tema del rondò alla tonica ulteriormente variato, a cui fa seguito un breve sviluppo del tema stesso in forma imitativa. Si chiude così la seconda esposizione del rondò [bb.136-161]

#### Secondo inciso del Rondò
Ritorna il tema del primo “inciso del rondò”, variato ed in forma abbreviata, impostato su un accordo della sopratonica (si♭ maggiore) [bb.162-173]:

#### Terza esposizione del rondò
Si conclude questo movimento con l'ultima esposizione del tema del rondò, ancora una volta variato (battute 176-177). L'ambiente armonico è la tonica (la maggiore). Nelle battute finali la chiusa sulla tonica è preparata come al solito da un accordo di settima di dominante (mi maggiore settima).